# Zevende cholerapandemie

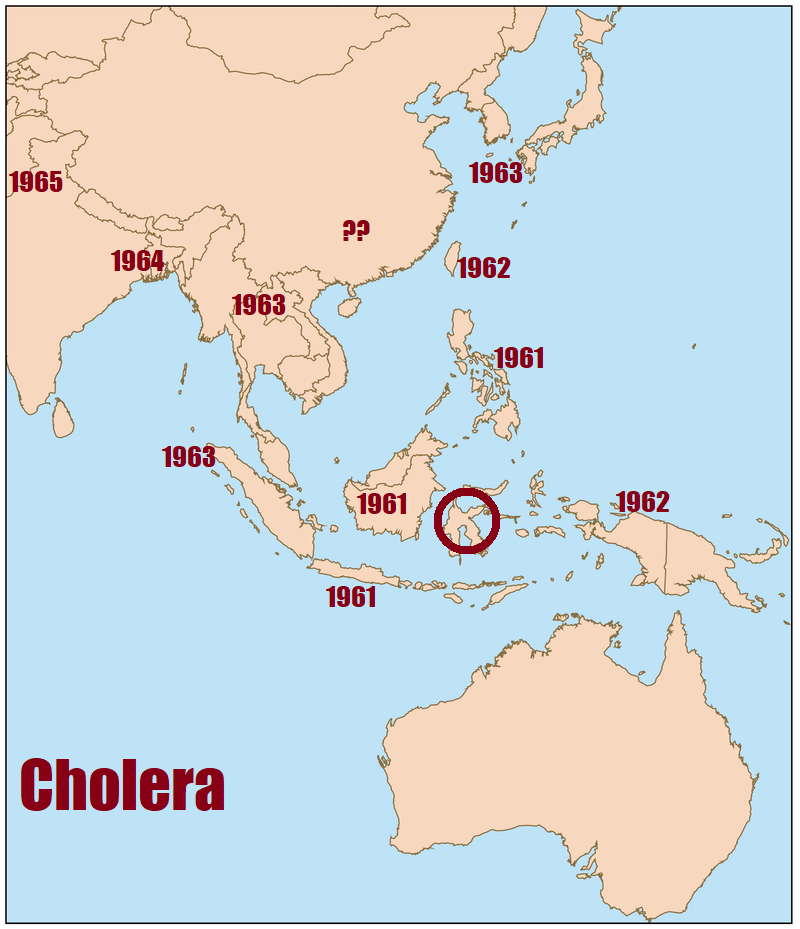
Aanvankelijke verspreiding van de zevende cholerapandemie

De zevende cholerapandemie woedde tussen 1961 en 1975 en was voorlopig de laatste wereldwijde uitbraak van cholera. 

## Verloop
De wereldwijde epidemie begon op Sulawesi en verspreidde zich eerst over Indonesië en de Filipijnen. Van daar verspreidde de ziekte zich: in 1964 bereikte ze India en in 1965 Iran. Daarna leek een einde te zijn gekomen aan de opmars van de epidemie, maar in 1969 meldden 17 landen gevallen van cholera. Er werden in dat jaar 27.277 ziektegevallen en 4.418 overlijdens gemeld. In 1970 kwamen er al uit 37 landen cholerameldingen, terwijl niet alle landen uitbraken meldden bij de Wereld Gezondheidsorganisatie uit vrees voor beperkingen van de handel en het personenverkeer. In Europa waren er in 1970 haarden in de voormalige Sovjet-Unie en Slowakije, die echter al snel onder controle waren. In Afrika kwamen er meldingen uit elf landen.

## Ziekte
De pandemie werd veroorzaakt door de stam El Tor van de cholerabacterie. Deze is genoemd naar de Egyptische plaats El Tor op het Sinaïschiereiland, waar er in het begin van de 20e eeuw een uitbraak van cholera was. In 1937 werd deze stam van de cholerabacterie al vastgesteld in Sulawesi door De Moor. De meeste mensen die besmet werden met El Tor vertoonden geen of nauwelijks ziektesymptomen, waardoor de ziekte zich gemakkelijk kon verspreiden en nestelen voor de eerste ziektegevallen optraden.